# Хипнозис
Hipgnosis е британски дизайнерски колектив, който се специализира в създаването на обложки за албуми на рок музиканти и групи. Сред групите, за които са работили, са Pink Floyd, Genesis, Led Zeppelin, Def Leppard, Yes, Styx, Scorpions, и Black Sabbath. Hipgnosis се състои от Сторм Торгерсън, Обри Поуел и впоследствие Питър Кристоферсън. Въпреки че те се разделят през 1983 г., Торгерсън продължава да създава обложки.

## История
През 1968 г., Торгерсон и Поуел са попитани от приятелите си от Pink Floyd, дали имат желание да направят обложката на втория им албум „A Saucerful of Secrets“. Те приемат и след това продължават сътрудничеството с EMI, като работата им включва снимки и обложки на Free, Toe Fat и The Gods. По това време са студенти в Кралския колеж по изкуствата (филмография и изкуства) и могат да използват фото лабораторията, но след като завършват, трябва да намерят свое оборудване. Така правят своя тъмна стаичка в банята на Поуел, но скоро след това (в началото на 1970) създават истинско студио.
Когато започват, Поуел и Торгерсон вземат името Hipgnosis от графит, който виждат на съседна врата. Те харесват името не само защото прилича на хипноза (hypnosis), а и защото е съставено от два други елемента: „hip“ – нещо ново и готино и „gnosis“ – което било свързано с древногръцката дума за знание.
Hipgnosis правят своя пробив през 1973 г. с обложката на Pink Floyd за The Dark Side of the Moon. Групата избира крайния вариант от няколко възможности, които двамата дизайнери им предлагат. Според Ник Мейсън изборът бил моментален и единодушен. Самият запис става популярен и печели много нови фенове на групата. Оттогава обложката е сочена като една от най-добрите за всички времена (в класацията на VH1 от 2003 г., обложката на The Dark Side of the Moon е на четвърто място). От този момент Hipgnosis стават търсени и правят обложки за Led Zeppelin, Genesis, UFO, Питър Гейбриъл и The Alan Parsons Project. Освен това създават и оригиналната корица на британското издание на „Пътеводител на галактическия стопаджия“ на Дъглас Адамс.
Питър Кристоферсън се присъединява към групата през 1974 г. като асистент, а впоследствие става равноправен член. През годините фирмата наема и други асистенти и друг персонал.
Интересно е да се отбележи, че Hipgnosis никога не са определяли хонорара за работата си, а вместо това казват, че искат да им се плати толкова, колкото струва обложката според клиента.

## Стил
На практика сюрреалистичните, сложно обработени снимки (използването на различни трикове в тъмната стаичка, ретуширане и механично копиране и наслагване) на Торгерсон и Поуел са основата на това което в бъдеще ще бъде наречено фотошоп. Hipgnosis използвали предимно камери „Хазелблад“ (в среден или още филмов формат), защото квадратния формат бил удобен за създаване на обложки.
Запазена марка на Hipgnosis е това, че техните обложки разказват истории свързани с текстовете от албума. Често са включени игри на думи и думи с двойно значение от заглавието. Обложките рядко включвали снимки от външната страна, те били използвани от вътрешната страна, която използвали като фотографско табло.

## Обложки на Hipgnosis
- 10cc
  - 1975, The Original Soundtrack
  - 1976, How Dare You!
  - 1977, Deceptive Bends
  - 1978, Bloody Tourists

- The Alan Parsons Project
  - 1976, Tales of Mystery and Imagination
  - 1977, I Robot
  - 1978, Pyramid
  - 1979, Eve
  - 1982, Eye in the Sky

- Audience
  - 1971, House on the Hill
  - 1972, Lunch
  - 1973, You Can't Beat 'em

- Bad Company
  - 1974, Bad Company
  - 1975, Straight Shooter
  - 1977, Burnin' Sky
  - 1979, Desolation Angels
  - 1982, Rough Diamonds

- Black Sabbath
  - 1976, Technical Ecstasy
  - 1978, Never Say Die!

- Electric Light Orchestra
  - 1971, The Electric Light Orchestra
  - 1973, ELO 2
  - 1973, On the Third Day

- Питър Гейбриъл
  - 1977, Peter Gabriel (I) (aka „Car“)
  - 1978, Peter Gabriel (II) (aka „Scratch“)
  - 1980, Peter Gabriel (III) (aka „Melt“)

- Genesis
  - 1974, The Lamb Lies Down on Broadway
  - 1976, A Trick of the Tail
  - 1977, Wind & Wuthering
  - 1978, ...And Then There Were Three...

- The Gods
  - 1968, Genesis
  - 1969, To Samuel A Son

- Led Zeppelin
  - 1973, Houses of the Holy
  - 1976, The Song Remains the Same,
  - 1976, Presence
  - 1979, In Through the Out Door
  - 1982, Coda

- Pink Floyd
  - 1968, A Saucerful of Secrets
  - 1969, Ummagumma
  - 1970, Atom Heart Mother
  - 1971, Meddle
  - 1972, Obscured by Clouds
  - 1973, The Dark Side of the Moon
  - 1974, A Nice Pair
  - 1975, Wish You Were Here
  - 1977, Animals (Дизайна е на Роджър Уотърс)
  - 1981, A Collection of Great Dance Songs
  - 1987, A Momentary Lapse of Reason
  - 1988, Delicate Sound of Thunder
  - 1994, The Division Bell
  - 1995, P•U•L•S•E

- Rainbow
  - 1981, Difficult to Cure
  - 1982, Straight Between the Eyes

- Renaissance
  - 1972, Prologue
  - 1973, Ashes Are Burning
  - 1974, Turn of the Cards
  - 1975, Scheherezade and other stories
  - 1978, A Song for All Seasons

- Al Stewart
  - 1973, Past, Present and Future
  - 1975, Modern Times
  - 1976, Year of the Cat
  - 1978, Time Passages

- UFO
  - 1974, Phenomenon
  - 1975, Force It
  - 1976, No Heavy Petting
  - 1977, Lights Out
  - 1978, Obsession
  - 1979, Strangers In The Night
  - 1980, No Place to Run
  - 1981, The Wild, The Willing And The Innocent

- Wings
  - 1975, Venus and Mars
  - 1976, Wings at the Speed of Sound
  - 1976, Wings over America

- Yes
  - 1977, Going for the One
  - 1978, Tormato

- Alphabet City, Ей Би Си, 1987
- Cochise, Cochise, 1970
- The Madcap Laughs, Сид Барет, 1970
- Electric Warrior, T. Rex, 1971
- Elegy, The Nice, 1971
- Argus, Wishbone Ash, 1972
- Thunderbox, Humble Pie, 1974
- Uno, Uno, 1974
- Alberto Y Lost Trios Paranoias, Alberto Y Lost Trios Paranoias, 1975
- Savage Eye, Pretty Things, 1975
- Cunning Stunts, Caravan, 1975
- HQ, Рой Харпър, 1975
- Dirty Deeds Done Dirt Cheap, AC/DC, 1976
- Jump On It, Montrose, 1976
- Sammy Hagar, Сами Хагар, 1977
- Wet Dream, Ричард Райт, 1978
- David Gilmour, Дейвид Гилмор, 1978
- Pieces of Eight, Styx, 1978
- Back to the Bars, Тод Ръндгрен, 1978
- Go 2, XTC, 1978
- Live Herald, Стив Хилидж, 1979
- Lovedrive, Animal Magnetism, Scorpions, 1979
- Freeze Frame, Godley & Creme, 1979
- Danger Money, UK 1979
- Mick Taylor, Мик Тейлър, 1979
- Do They Hurt?, Brand X, 1980
- Fictitious Sports, Ник Мейсън, 1981
- Fun in Space, Роджър Тейлър, 1981
- High 'n' Dry, Def Leppard, 1981
- Quark, Strangeness and Charm, Hawkwind, 1977
- Sakuban oai shimasho, Йуми Мацутоя, 1981
- Tug of War, Пол Маккартни, 1982
- Tightly Knit, Climax Blues Band
- Toe Fat, Toe Fat